# Château de Pailhès
Le château de Pailhès est un château médiéval qui domine le village de Pailhès du haut de son promontoire rocailleux. Situé à 13 km du Maz-d'Azil, à 22 km de Pamiers et à 24 km de Foix, Pailhès est au carrefour des routes de Foix à Lézat et de Pamiers à Saint-Girons.

## Historique
Roger-Bernard II, comte de Foix, fait don en 1241 de la seigneurie de Pailhès à Pons de Villemur.
La chapelle du château est inscrite à l'inventaire des monuments historiques par arrêté du 21 janvier 1997.

## Description
Aux confins du Plantaurel, dernier élan des Pyrénées, cluse géologique aspirant trois vallées, trois voies, le château se situe sur un pli de roches qui libère la Lèze vers la plaine. Posté sur son sommet stratégique, le château dévoile ses différentes facettes, prisme des périodes : base médiévale du XIIe siècle remaniée à la Renaissance, au XVIIIe siècle jusqu’à nos jours.
Après Foix, le château de Pailhès est l’un des plus anciens encore en état. C'est un bel exemple de l'architecture militaire médiévale avec son accès par une porte surmontée d'un assommoir et sa citerne moyenâgeuse au centre de la cour. Sa base médiévale datant du XIIe siècle s’est vue remaniée et complétée par des travaux aux XVe, XVIe et XVIIIe siècles. Ces diverses modifications ont donné au château de Pailhès une allure unique et fantaisiste qu’acheva de perturber une énorme construction du XVIIIe siècle.
Le logis construit au XIVe siècle est flanqué d'une tourelle contenant un escalier en vis en bois. La salle des gardes conserve la trace de graffiti  supposé du XVIe siècle et une chambre du château aurait hébergé le futur Henri IV. Il a appartenu dès le XIe siècle à la famille Amiel, puis à la famille de Villemur jusqu'en 1762. Le château passe alors à la famille de La Fage de Pailhès jusqu'en 2006.
Une orangerie et la chapelle est située au sud qui a été inscrite monument historique le 21 janvier 1997 (et sa cloche est objet classé).
Le château est une propriété privée.

## Galerie

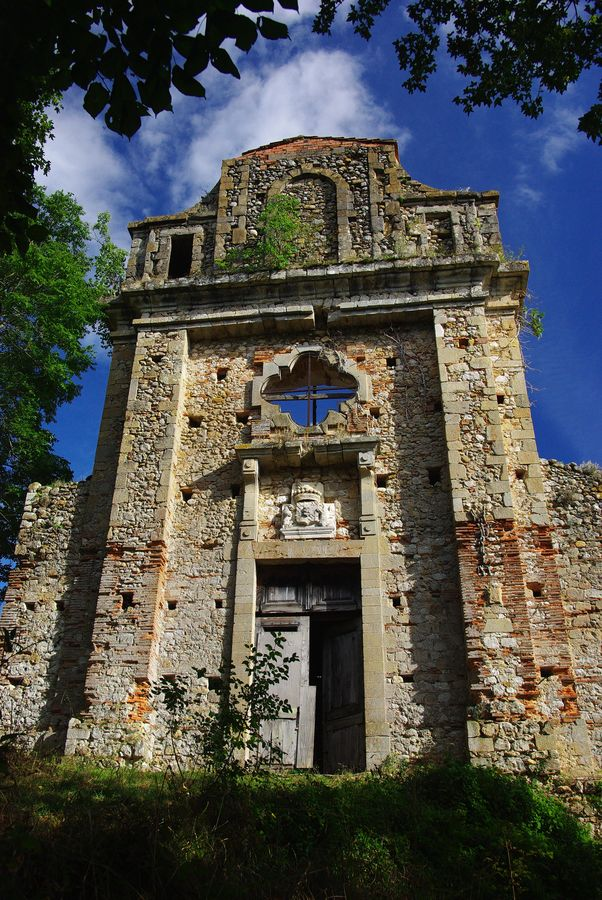
La chapelle en septembre 2013.
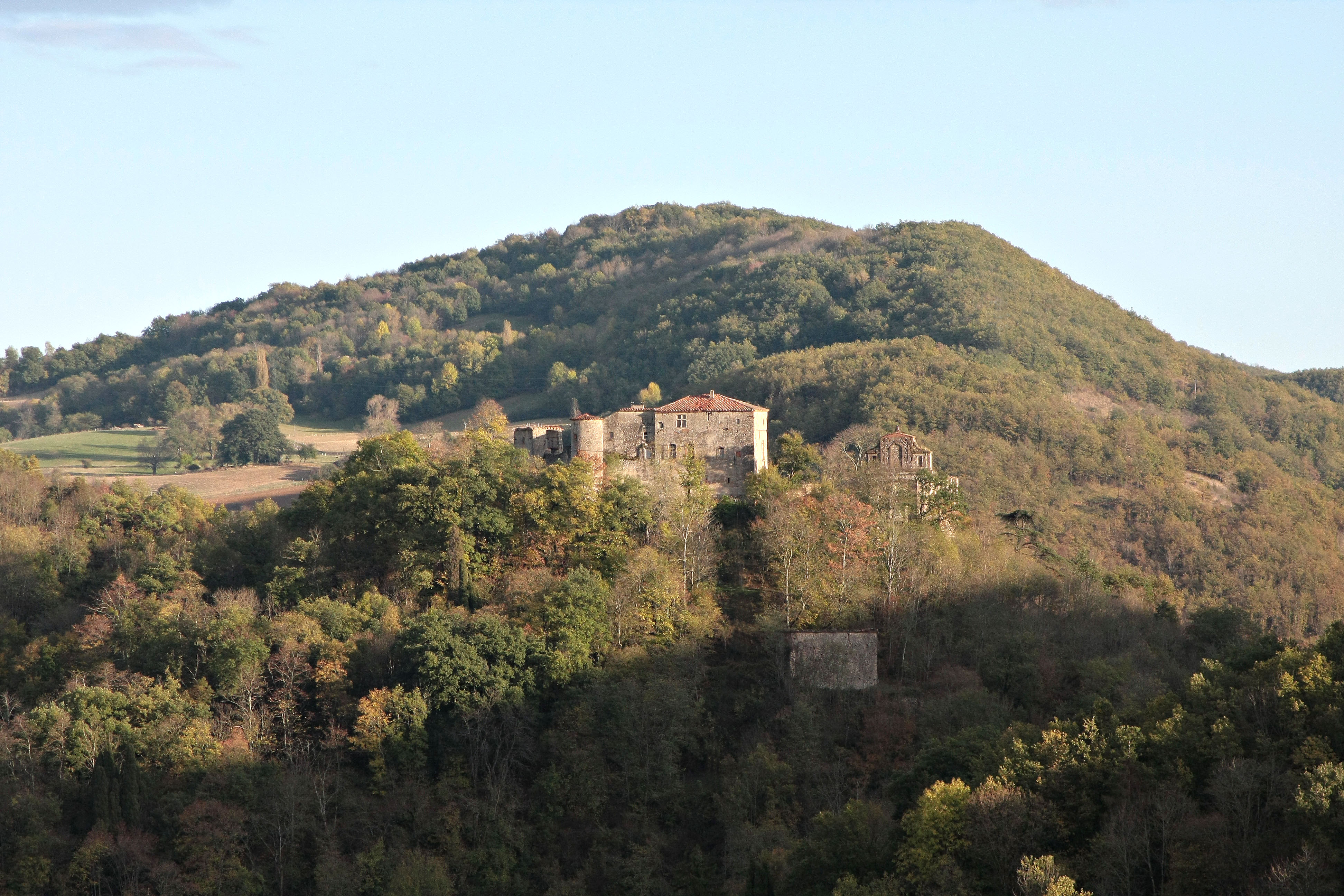
Le château dans son environnement en septembre 2009.

## Valorisation du patrimoine
Une association a pour objet le regroupement de moyens humains et financiers pour permettre de restaurer les lieux et de les ouvrir au public.